# Palace Hôtel (Budapest)
Pour les articles homonymes, voir Palace Hôtel.
Le Palace Hôtel (en hongrois : Palace Szálló) est un édifice situé dans le 8e arrondissement de Budapest.